# 琼州海峡
琼州海峡，是中华人民共和国海南省的海南岛与广东省的雷州半岛之间所夹的水道，因海南岛的别称“琼州岛”而得名，常与台湾海峡和渤海海峡并称中国三大海峡。琼州海峡东西长约80公里，南北平均宽为29.5公里，最宽处直线距离为33.5公里，最窄处直线距离仅18公里左右，平均水深44米，最大深度114米，水域面积2,300余平方千米。琼州海峡属于中国内水。

## 历史
海南島因瓊州海峽之隔，歷史上被視為荒蠻之地。唐代高僧鑑真第五次東渡日本，被困於海南島，唐代宰相李德裕也曾有“一去一萬里，千之千不還”之哀，宋代蘇東坡有“滄海何曾斷地脈，珠崖從此破天荒”之嘆。元符三年（1100年）六月蘇東坡渡过琼州海峡返北，在悍江边吟道：“我心本如此，月满江不湍”。1605年7月，海峡地域发生大地震，引发两岸部分陆地沉降，导致72个村庄淹没在海水中。
1949年12月，毛泽东向中国人民解放军第四野战军发出强渡琼州海峡的命令，准备占领中华民国政府控制的海南岛。
1950年3月起，中国人民解放軍在海南地方武装瓊崖縱隊的配合下开始海南島戰役，邓华为总指揮。解放军首先派小股先遣队潜渡琼州海峡并成功登陆，4月16日发起大规模渡海强攻，4月23日占领海口市，5月1日攻佔海南全島，中华民国国军则退逃台湾。
1988年3月21日，中国北京体育学院教师张健以游泳方式横渡海峡成功，耗时9小时12分，涉水长度29.5公里，此举轰动一时。

## 地理

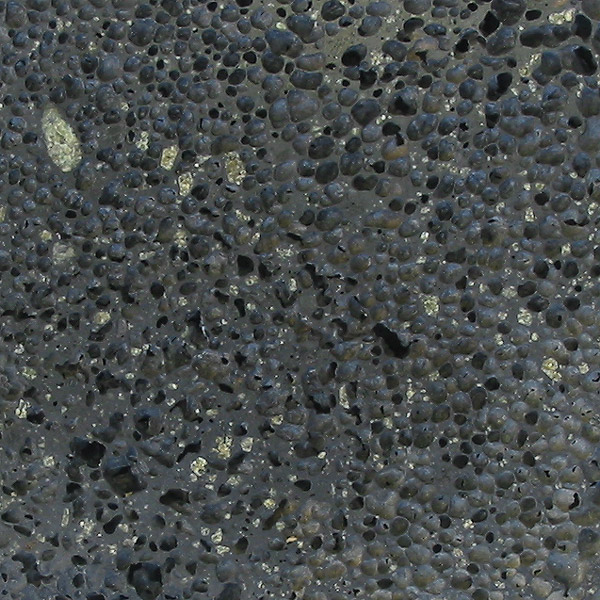
海峡两岸广布火山岩

琼州海峡是中国大陆雷州半岛与海南岛的连接水域，东西沟通中国南海北部与北部湾。海峡海水的透明度5米，盐度数值为30，年平均温度25-27摄氏度。琼州海峡在地质史上与海南岛和雷州半岛为完整陆地，由于第四纪冰川时期的地壳运动，在现今的海峡区域形成断陷，海水将断陷区覆盖形成海峡。海峡两岸蜿蜒曲折，凸出的海角与凹入的海湾交替分布。北岸为玄武岩地质构造；南岸为熔岩地台；火山岩在两岸均有分布。海峡南北较浅，中部最深，南北横切面大致呈“V”字形构造。琼州海峡海流汹涌，强烈侵蚀着海地地貌，形成海底冲槽和沙垅。

## 海上交通
琼州海峡是中国大陆连接海南岛的陆海交通咽喉。公路交通由内地的沈海高速公路和兰海高速公路（两高速公路在湛江-徐闻段并行）通过海安汽车轮渡至海口连接海南公路网；铁路则通过海安的粤海铁路专用码头将火车轮渡到海口与海南铁路接驳。瓊州海峽東部海況險惡，被視為远洋航行畏途。

### 交通瓶颈与跨海大桥计划
广东省徐闻海安港的官员认为，海安港汽车轮渡的旅客及汽车流量巨大，并以每年以15%的幅度增长，海峡运输压力明显，建造桥梁为可行之举，可以缓解当前交通压力。据中国媒体报道，中华人民共和国将在琼州海峡建设跨海大桥，桥梁分上下两层，上层为公路，下层为铁路轨道，总投资达1,400亿元人民币，原预计2012年開始興建，並於2020年建成，但由於海峽處於地震帶，頻繁的暴風亦加重施工的難度等种种原因，截至目前為止，跨海大桥尚未動工興建。媒体引述专家观点认为，琼州海峡大桥建成后，对南海资源开发及推动中国与东盟国家的自由贸易区建设具有重大意义。
截止目前，琼州海峡跨海大桥未开工建设。

## 沿岸行政区

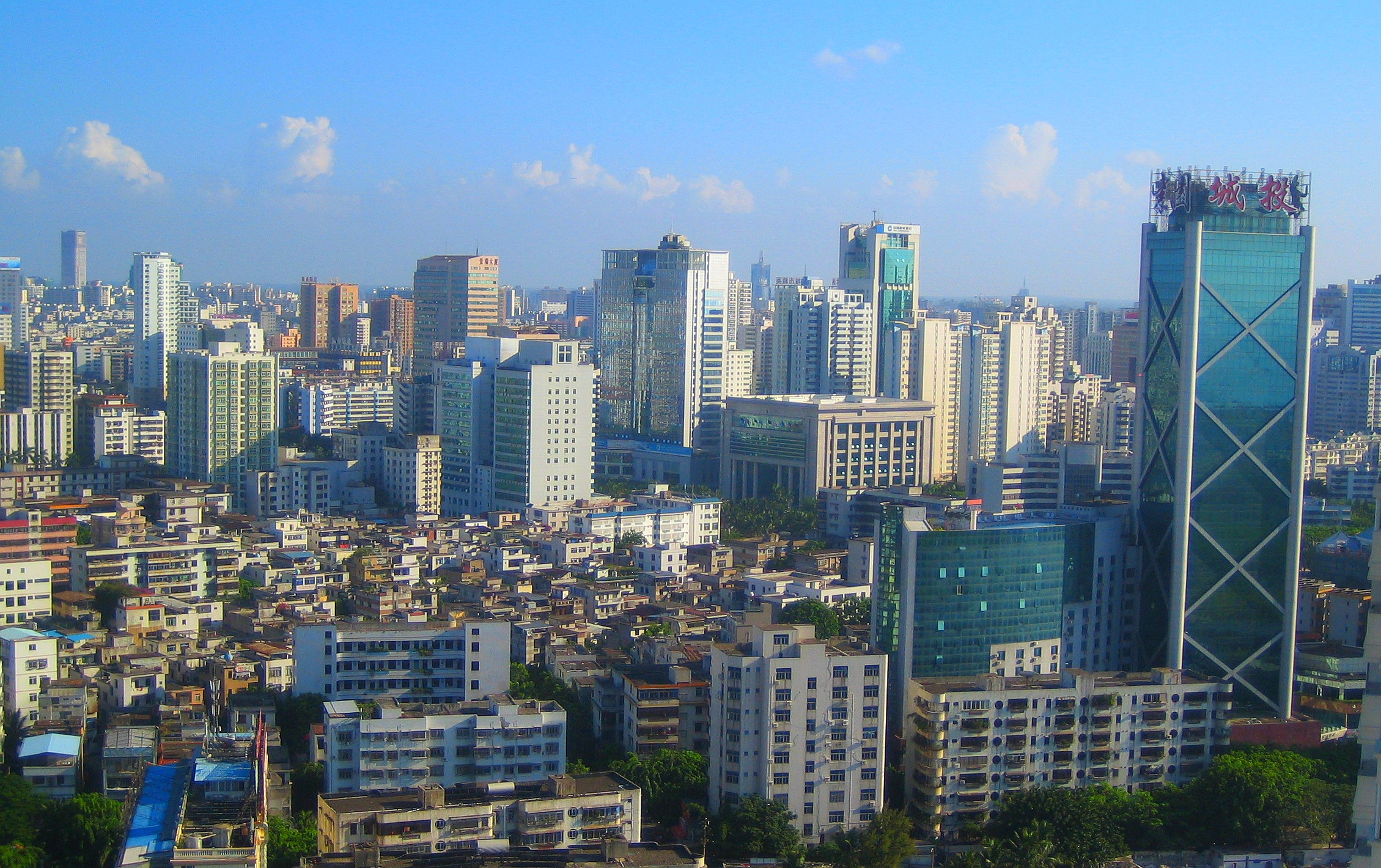
海峡南岸的海口市

- 广东省湛江市徐聞縣
- 海南省海口市